# 더 로드 (2009년 영화)
《더 로드》(영어: The Road)는 존 힐코트 감독의 2007년 종말물 생존 영화이다. 코맥 매카시가 쓴 동명 소설이 원작이다. 지구 대재앙 이후 살아남기 위해 발버둥치는 아버지와 아들의 이야기가 영화의 주된 내용이다. 아버지 역은 비고 모텐슨이 맡았다.

## 출연
- 비고 모텐슨 - 남자, 아버지 역
- 코디 스밋맥피 - 소년, 아들 역
- 샬리즈 세런 - 여자, 부인 역
- 로버트 듀발
- 가이 피어스
- 몰리 파커
- 마이클 K. 윌리엄스
- 개릿 딜러헌트

## 같이 보기
- 생존 영화